# Tomasgårdens IF
Tomasgårdens IF var en innebandyklubb vid Tomaskyrkan i Västerås i Sverige, bildad som förening 1982 efter att innebandylaget vid startats 1978, och upplöst i och med sammanslagningen med Västerås IBF 1999. Herrlaget blev svenska mästare 1984, och spelade i Sveriges högsta division under 1990-talet, och förlorade mot IBK Lockerud i finalen om svenska mästerskapet under säsongen 1990/1991.

### Fotnoter
1. ↑  ”Historia”. Tomasgården. 24 juli 2012. http://www.tomasgarden.se/www.tomasgarden.se/Historia.html. Läst 15 oktober 2013.
2. ↑  ”SM, seniorer”. Svenska Innebandyförbundet. Arkiverad från originalet den 17 april 2015. https://web.archive.org/web/20150417005338/http://innebandy.se/sv/StatistikHistorik/SM-medaljer-genom-tiderna/SM-seniorer/. Läst 15 oktober 2013.
3. ↑  ”Västmanlands brokiga ib-historia”. Svenska Innebandyförbundet. 24 juli 2012. Arkiverad från originalet den 15 oktober 2013. https://web.archive.org/web/20131015145740/http://www.innebandy.se/sv/Nyheter/Statistik1/Herrar/herrV/. Läst 15 oktober 2013.